# ニコ・ヒュルケンベルグ
ニコラス・"ニコ"・ヒュルケンベルグ（Nicolas "Nico" Hülkenberg, 1987年8月19日 - ）は、西ドイツ・ノルトライン＝ヴェストファーレン州クレーヴェ郡エメリッヒ・アム・ライン出身のレーシングドライバー。ニコ・ヒュルケンバーグとも表記されることもある。ニックネームはハルク。

## 初期の経歴

### カート
10歳のときにレーシングカートレースを開始。2002年よりドイツ・ジュニアカート選手権に出場すると、翌2003年にチャンピオンを獲得。2004年までカートに参戦した。

### フォーミュラ・BMW
2005年にシングルシーターレースにステップアップ、ドイツ・フォーミュラ・BMWのジョセフ・カウフマン・レーシングから参戦しシリーズ・チャンピオンを獲得。しかし、このチャンピオンはセバスチャン・ブエミがブレーキテストをしたとしてシーズン終了後に裁定によりペナルティを受けた為、獲得したチャンピオンであった。

### フォーミュラ3
2006年、ドイツF3にジョセフ・カウフマン・レーシングから参戦して5位（1勝）で終えて、2007年からユーロF3にASM・フォーミュラ3(ASM Formule 3　※現在のART Grand Prix)から参戦し第3戦ノリスリンクではグリッド18番目から優勝し、第6戦ザントフォールトでは雨のレース、第7戦ニュルブルクリンクで優勝しシーズン3位に終えた。また同年のマスターズF3で優勝をしている。
2008年もユーロ・F3のARTグランプリから参戦しチャンピオンに輝いた。

### A1グランプリ

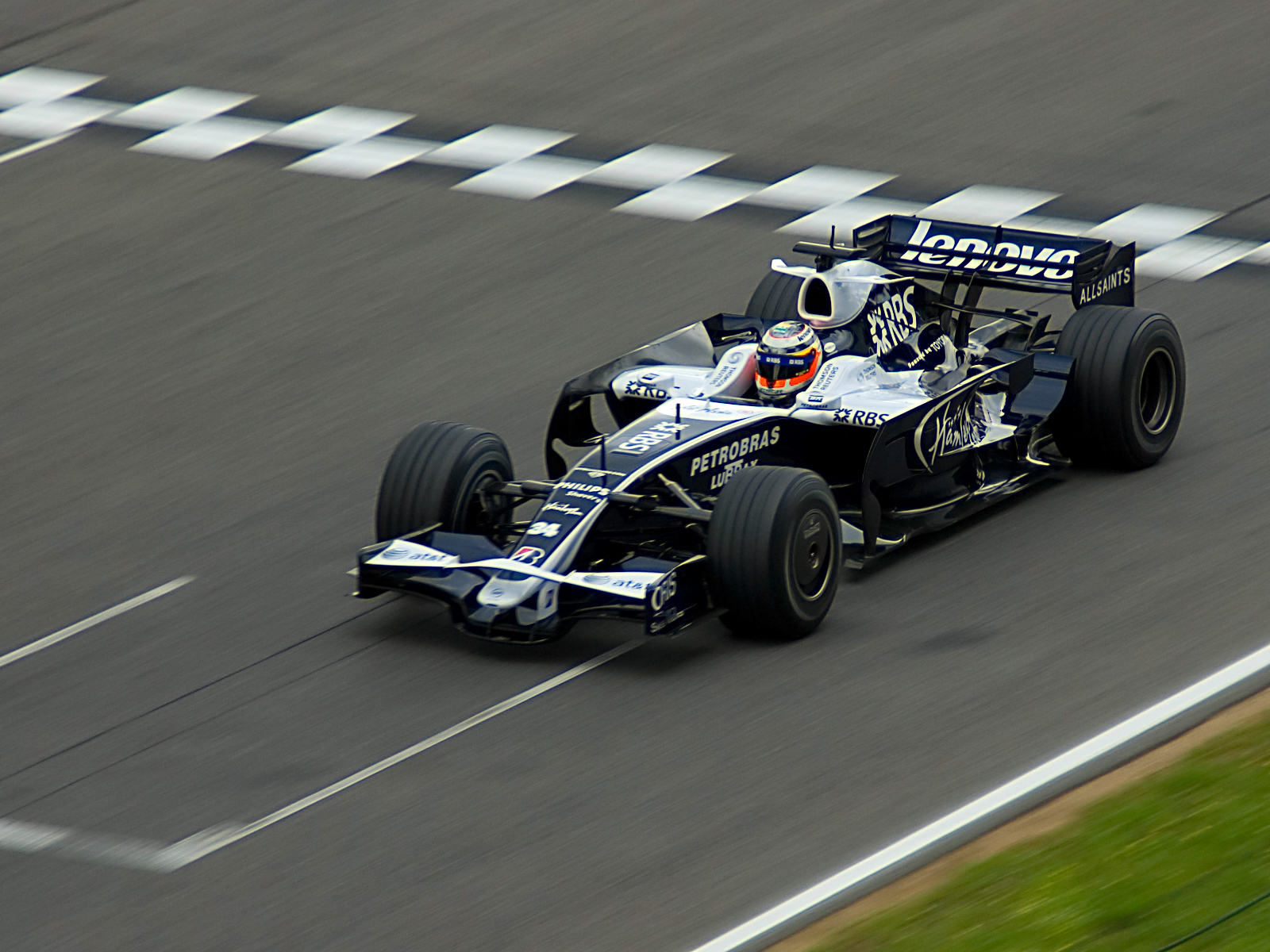
ウィリアムズをテスト走行するヒュルケンベルグ（2008年スペイングランプリ）

2006-2007A1グランプリにA1チーム・ドイツからクリスチャン・ベトリスと共に参戦し、ヒュルケンベルグは20レース中9勝をあげドイツチームに128ポイントを獲得し2位との差35ポイントをつけドイツチームに優勝をもたらした。
ヒュルケンベルグはミハエル・シューマッハなどのマネージャであるウィリー・ウェーバーのマネージメントをこのころから受けることになった。これは2006年末にA1のドイツチームを運営していたウェーバーが初戦のドライバーとしてオファーしたのが切っ掛けだった。

### GP2

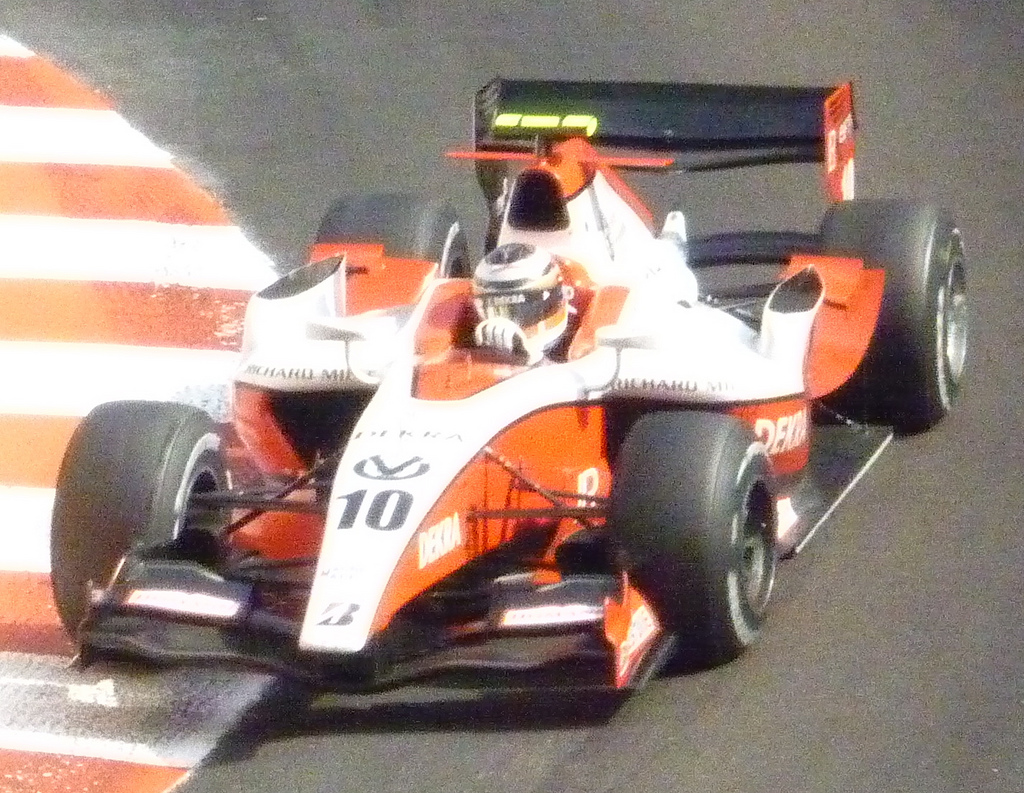
ARTグランプリからGP2に出走する。（2009年モナコグランプリ）

2009年はARTグランプリからGP2の本シリーズから出場する予定だったが急遽、アジアシリーズに第3戦目、第4戦目の2戦4レースのみ出場し2回のポールポジション、1回の優勝をした。
GP2本シリーズでも活躍を見せ、母国レースとなったニュルブルクリンクではネルソン・ピケJr.以来GP2史上2人目となるフルポイントレース(第1レースでポールポジション、ファステストラップ、優勝を独占し、リバースグリッドでのスタートとなる第2レースでも優勝とファステストラップを獲得。GP2では20ポイント獲得できる)を達成した。そして第9戦モンツァでGP2チャンピオンを獲得した。最終戦を残してのチャンピオン獲得はGP2史上初めてとなる。

## F1

### ウィリアムズ

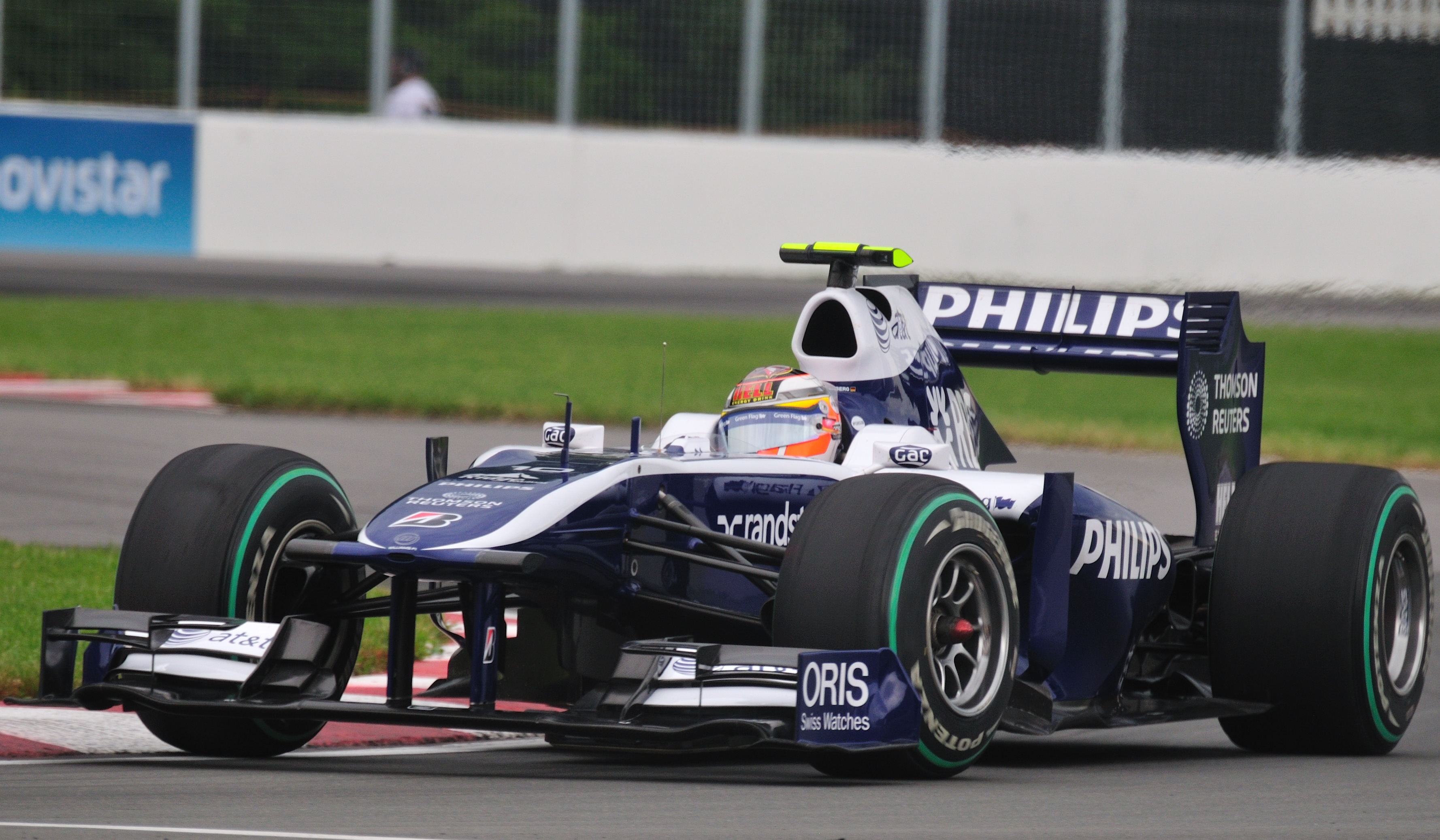
ウィリアムズ・FW32をドライブするヒュルケンベルグ。（2010年カナダグランプリ）

マネージャーのウィリー・ウェーバーはF1でのテストドライブを行うためにルノーF1のフラビオ・ブリアトーレに接触していたが、2007年12月4日にヘレスでウィリアムズからテストする機会を得て、2007年12月13日にウィリアムズのテストドライバーとなることが発表された。これにより、2008年及び2009年はF3やGP2と平行してウィリアムズのテストドライバーを務めた。
2010年より同チームのレギュラードライバーに昇格。チームメイトは大ベテランのルーベンス・バリチェロ。第3戦マレーシアGPでは10位入賞を果たし、F1で初ポイントを獲得した。その後はしばらく入賞がなかったが、第10戦イギリスGPで10位入賞を果たすと、第12戦ハンガリーGPでは自己ベストの6位でフィニッシュした。さらに、第18戦ブラジルGPにて予選で雨が降り出す前に好タイムを記録する幸運により自身初のポールポジションを獲得した。所属するウィリアムズにとっては2005年ヨーロッパGP以来5年ぶり、ルーキードライバーのPP獲得は2007年のルイス・ハミルトン以来3年振りの快挙である。ただし、決勝は8位入賞で終わった。シーズン後半は時折バリチェロに肉薄するパフォーマンスを見せることもあったが、8月下旬ごろから、2010年シーズンいっぱいでウィリアムズから放出されるのではないか、という報道がなされるようになった。その背景としてウィリアムズは2010年末で複数の主要スポンサーの撤退が重なり2011年シーズンの資金が不足していた。その為、最終的には持ち込み資金が豊富なパストール・マルドナドにシートを奪われる形になり、2010年限りでウィリアムズを離脱することを11月15日に発表した。

### フォース・インディア（第一期）
2011年シーズンに所属するチームとして、フォース・インディアやフェラーリなどが噂になった。また、ウェバーがヴァージンから接触があったことを明らかにした。最終的に、フォース・インディアにリザーブドライバーとして加入し、シーズンを通して金曜フリー走行1回目に出走した（ベルギーGPはフリー走行2回目に出走。モナコ、シンガポール、韓国、インド、アブダビの各GPでは出走無し）。
またこの年はF3時代からマネージャーだったウィリー・ウェーバーとの契約を終了し、今後は自身でマネジメントを行うことになった。
2012年シーズンはエイドリアン・スーティルがチームから離脱し、レギュラードライバーに昇格した 。
開幕戦オーストラリアGPでQ3進出の9番手となったが、決勝はスタート時の接触事故でリタイアとなった。第2戦で9位入賞を果たすが、シーズン前半となる第10戦までの成績は第8戦の5位入賞を筆頭に10戦中計5回入賞にとどまった。母国である第10戦ドイツGPでは予選4番手でスタート時より順位を落とす形で9位入賞。第12戦ベルギーGPでは自己最高位となる4位で完走。特に最終戦ブラジルGPでは、難しい路面コンディションに翻弄されるドライバー達の中で、ドライタイヤで走り続けることを選択すると、ジェンソン・バトンと共に争いながら3位以下のドライバーを一時は40秒近くも引き離し、優勝も射程にとらえた。SC導入によりそのリードを失ってしまうものの、レース再開後も集中力を切らさず首位争いを演じた。しかしレース終盤に濡れた路面に足を掬われルイス・ハミルトンと接触。彼をリタイアに追い込んでしまい、ドライブスルーペナルティを受けたことで優勝争いから脱落。最終的に5位でチェッカーを受けた。後半戦は第12戦の4位を筆頭に10戦中入賞計6回を記録し、ランキングはディ・レスタを上回る11位を記録した。

### ザウバー

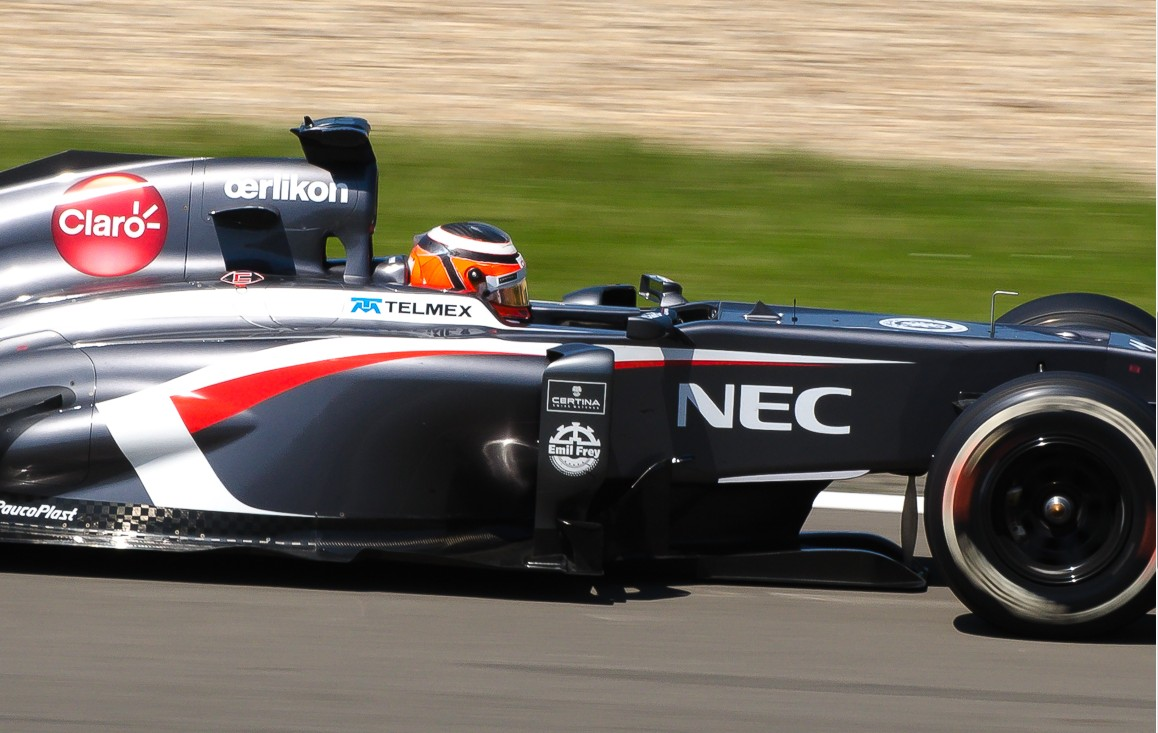
ザウバー・C32をドライブするヒュルケンベルグ（2013年ドイツグランプリ）

2013年シーズンにはフェラーリへの移籍話なども挙がっていたが、最終的にザウバーから参戦した。
チームは前年は表彰台を計4回獲得する活躍を見せたが、今季はチームの財政難が表面化。現に給料未払いが発生するなど、移籍の決断が正しかったのか問われる状況になった。成績のほうも、サマーブレイク前の第10戦までは第2戦こそ8位入賞を記録したが、それ以外の入賞は10位入賞3回のみとなった。サマーブレイク後の後半戦はマシン開発に成功し、入賞圏内での順位争いができるようになり、韓国GPでは決勝4位を記録し、後半戦の成績だけで前半戦の成績を超える活躍となった。ただしチームの資金不足は深刻なままであり、前年のフォースインディアに続いて所属チームが資金難となってしまった。

### フォース・インディア（第二期）
フェリペ・マッサの後釜としてフェラーリのドライバー候補になったものの、最終的にキミ・ライコネンがシートを得た。次にロータスと契約間近といわれながら、チームと投資家との交渉が難航して交渉が進展しない状況が続いた。最終的にはフォース・インディアに戻ることになった 。

#### 2014年
2014年、開幕戦から10戦連続入賞を記録し、特に序盤3戦が終わった時点ではドライバーズポイントではロズベルグ、ハミルトンに続く暫定3位、コンストラクターズランキングでもメルセデスに続く暫定2位につけた。だが、第11戦のリタイアをしてから、前半戦に上位入賞と比べれば、下位での入賞にとどまった。ドライバーズランキングは100ポイント近く獲得した9位と自身最多ポイントを獲得。チームメイトのセルジオ・ペレスの59ポイントの10位を上回ったものの、自身の最高位は5位に対し、ペレスは3位表彰台を獲得と手放しに喜べない面もあった。

#### 2015年
2015年もフォース・インディアより参戦した。序盤は資金難の影響で他のマシンと比べ後れを取っていたが、第9戦でBスペックと称されたVJM08Bが投入されてからは完走したレースでは入賞するようになった。最終的にはBスペック投入前は入賞3回、投入後は入賞6回となったが表彰台を獲得するまでには至らずランキングは10位となった。また、表彰台を獲得したペレスにもランキングで敗れた。

#### 2016年
この年もフォース・インディアに残留。モナコGPでは予選5位を獲得し、レース終了直前にニコ・ロズベルグを抜き、6位を獲得するなどの見せ場を作った。オーストリアGPでは予選3位を獲得し、ロズベルグのペナルティにより2番手スタートとなったが、タイヤのマネージメントに苦しみ最後はトラブルでマシンを止めている。最終的にチームはポイントでウィリアムズを上回り、チームは創設以来最高となる4位の座を獲得したが、ペレスがモナコGPとヨーロッパGPで二度の3位表彰台を獲得したのに対し、ヒュルケンベルグは最高位4位で終わった。

### ルノー
2017年からはフォース・インディアを離れ、ルノーからの参戦を発表した。契約年数は2年プラスオプション1年となっている。しかしメルセデスAMGのニコ・ロズベルグが引退を発表した後、ヒュルケンベルグに対しメルセデス側がオファーを出したもの、ルノーに移籍を断られている。

#### 2017年
チームメイトはジョリオン・パーマー。パーマーを相手に予選では全勝。アメリカGPよりカルロス・サインツJr.がチームメイトとなる。序盤にポイントを積み重ねていたが、夏休み後に失速。それでも、予選では3強と呼ばれるメルセデスAMG、フェラーリ、レッドブルの後ろ、7番手を多く獲得するなど活躍を見せた。最終戦アブダビGPで6位に入り、その時の上位チームとなるウィリアムズの2人をかわし、ランキングで10位を獲得する。

#### 2018年
チームに残留。チームメイトはサインツJr.とのコンビ。予選の成績も前年に比べ予選での3強の後ろにあたる7番手の獲得は減っているが、決勝ではメルセデス、フェラーリそしてレッドブルの上位陣をなかなか崩せないものの、着実に入賞を積み重ねた。チームメイト対決でも予選・決勝共にサインツを上回っていることが多く、第11戦の段階で前年の獲得ポイントを上回る結果を残している。その後も「リタイヤか中段上位か」といった成績ではあったが、最終戦アブダビGPこそマシンが一回転したものの、ポイント面でのリードを生かして今季の中団グループでの年間王者と言えるドライバーズランキング7位を獲得。ただし、ランキング7位という点ではキャリア最高位だが、ポイント面では最多ポイントの2014年を超えることはできなかった。ちなみにリタイアは7回と、8回のダニエル・リカルドに次ぐ2番目に多い記録であり、一種のハンデがありながらもランキング7位を獲得する結果を残した。

#### 2019年
引き続きルノーから参戦。レッドブルから移籍してきたリカルドとコンビを組むも、前半12戦を終えて予選成績で敗北。決勝も入賞数やポイント面では大差はついていないものの、リカルドの前でゴールすることはできていなかった。
そんななか、第13戦ベルギーGPを前にルノーは、エステバン・オコンとの2年契約を発表した。この背景は、ルノー側は2021年のオプション付きの1年契約に対し、ヒュルケンベルグ側は2年契約を求めていたが、交渉期限までに折り合いがつかなかったのが原因とされている。ヒュルケンベルグはルノーのオコン起用について、国籍が要因だと仄めかしたが、ルノーはこれを理由に起用したわけではないと否定している。

### 代役で復帰（2020年）
シートを失ったものの、F1復帰は諦めておらず、1年間休養という形で2021年の復帰を候補に入れていた。だが、2020年に入るとコロナウイルスの世界的流行の影響が深刻化し、ドライバー市場もその影響でシートが変動する可能性が低くなり、2021年に復帰するのは絶望的な状況となった。ところが、同シーズン第4戦の直前にレーシング・ポイントのセルジオ・ペレスがGP開始前の7月30日のウイルス検査にて新型コロナウイルスの陽性反応が出たため、そうなった場合の規定に従い欠場が決定。当初の予定ではメルセデスのリザーブドライバーを共有することで合意していたため、その登録者を出走させる予定だったが、いくつかの問題が立ちふさがった。登録者の2名のうちストフェル・バンドーンはドイツで行われるフォーミュラE参戦を優先していたことや移動や手続きなどの時間的問題がネックとなり事実上断念。エステバン・グティエレスはメルセデスチームに同行しイギリス国内にいたものの、スーパーライセンスの条件やチームとの関係構築の時間的余裕がない点が懸念された。そこで出走に関して条件面で問題がなく、フォース・インディア時代に複数年在籍しチームの環境を知っているヒュルケンベルグに白羽の矢が立った。本人はドイツでの仕事のため、連絡を受けた時点ではそちらに到着したばかりでイギリス国外にいたものの、連絡を受けシルバーストンへ急行。そして、シルバーストン近郊にあるチームの拠点で手続きなどの準備を行い、チームはフリー走行1回目開始時と同時にヒュルケンベルグの起用を発表。代役という形ではあるが、F1キャリアの中で最も長く在籍していたチームから復帰することとなった。
復帰初戦となった第4戦はFP2で7番手タイムを記録し、予選も13番手を記録。だが、決勝はマシントラブルでDNS（スタートできずにリタイア）となり、せっかくのチャンスは失われたかと思われた。だが、第5戦もペレスからウイルスの陽性反応が出たため続投し、予選では3番手を獲得。初めての表彰台も期待された決勝では、4番手スタートで最終的に優勝したマックス・フェルスタッペンに早々にパスされ、その後もタイヤマネジメントに苦しみながら、ピットストップのタイミングもあり順位を下げたものの7位入賞となった。
代役としての出走はこの2回のみと思われていたが、地元ニュルブルクリンクで開催された第11戦アイフェルGPにおいてFP1とFP2が天候不良のため中止され、FP3の直前にペレスのチームメイト、ランス・ストロールが体調不良のため欠場することとなり、その代役として母国GPに再びレーシング・ポイントより参戦することとなった。元々このレースではテレビ番組の解説者としてサーキットを訪れる予定ではあったが、午前11時にニュルブルクリンクから1時間のところにあるケルンで友人と珈琲を飲んでいる中での緊急招集であったと本人は語っている。そのためFP3には参加できず、セットアップ等の調整もできないまま予選はぶっつけ本番での参加となった。予選結果は最下位に終わったが、Q1ではチームメイトとなるペレスに対して僅かコンマ9秒差に迫るタイムを叩き出した。決勝では上位勢のリタイアもあったが、堅実なレース運びで着実に順位を上げ8位入賞。このレースのドライバー・オブ・ザ・デイにも選出された。
この代役での活躍もあり、2021年のレッドブルの正ドライバー候補にも挙げられたが、最終的には2020年限りでレーシング・ポイントのシートを失ったペレスを起用することとなり、実現とはならなかった。

### 2021年
レッドブルでの正ドライバーは実現しなかったものの、アストンマーティンF1ではリザーブ兼開発ドライバー、メルセデスAMG F1ではリザーブドライバーとして加入した。F1復帰については、2022年の復帰は可能性が低いだろうと考えている。
インディカーに参戦する動きがあったが、「個人的な理由」で参戦を断念した。これと同時に、FIA 世界耐久選手権に参戦するのではないかという臆測も出ている。

### 2022年
前年に続きアストンマーティンでリサーブドライバーを務めた。レギュラードライバーのセバスチャン・ベッテルが新型コロナウイルスに感染したことにより、開幕戦バーレーンGP、サウジアラビアGPにおいて代役で出走。実戦は2020年アイフェルGPでストロールの代役として参戦して以来だったが、バーレーンGPの予選Q1でチームメイトのストロールを上回る結果を残した。。サウジアラビアGPでは決勝を12位完走を果たし、ストロールを上回る結果を残した。9月頃からミック・シューマッハの後任としてハースからのF1復帰という報道が出始め、11月17日にハースより2023年からドライバーとして起用することが発表された。

### ハース

#### 2023年
ハースからF1復帰。レギュラーシート獲得は2019年以来4年ぶりとなる。チームメイトはケビン・マグヌッセン。第3戦オーストラリアGPでは2020年以来久々の7位入賞を果たし、第9戦カナダGPでは予選2位を獲得するなど主に予選では速さを見せたが、決勝ではタイヤをすぐに使い切ってしまうマシン特性が災いしレースペースが伸びず、入賞は決勝・スプリント1回ずつの2回に終わった。

#### 2024年
引き続きハースから参戦。前年に続けて開幕戦でQ3に進出。第2戦で10位に入りシーズン初入賞。4月28日に今季限りでのハースチーム離脱と、2026年よりアウディのワークスチームとなるキック・ザウバーへ複数年契約での移籍が発表された。第11戦、第12戦で2戦連続の6位入賞を果たしたほか、第18戦以降の終盤7戦で5回の入賞など安定してポイントを積み上げ、16ポイントのランキング15位にとどまったチームメイトを大きく上回る41ポイントのランキング11位でシーズンを終えた。

### ザウバー（第二期）

#### 2025年
ザウバーへ移籍。2013年以来、実に12年ぶりの復帰となる。チームメイトは2023年にF3で、2024年にF2でチャンピオンを獲得したルーキーのガブリエル・ボルトレト。
2025年7月6日のイギリスGPにて3位入賞、キャリア初表彰台を飾る。
初表彰台までの出走回数は239回であり、これは初表彰台までの最多出走回数において2番手のカルロス・サインツJr.の101回を大きく上回る。

## WEC
2015年にはF1のレースの合間を縫って、ポルシェチームよりWECの第2戦スパ6時間耐久レース、第3戦ル・マン24時間レースにも参戦した。そしてル・マン24時間レースでヒュルケンベルグの乗る19号車は終始安定した走りを見せ、優勝を成し遂げた。F1現役ドライバーがル・マンで優勝したのは久々のことであり注目を集めた。ヒュルケンベルグ自身は「来年もル・マンに参戦したい」と語っていたが、2016年はル・マンとアゼルバイジャンでのF1ヨーロッパGPと日付が重なってしまい参戦は見送られることとなった。

## エピソード

### 私生活・その他
- 身長184cm[50]。
- 実家が運送業のため大型自動車の運転免許を所持している[51]。
- 少年時代より、実家から20マイルほどのドルトムントを本拠地としているボルシア・ドルトムントのファンで[52]、自身SNSでカップ戦決勝など大一番の前に応援コメントを発信することがある[53]。

### レース関連
- 2025年現在、F1での最高位は3位だがデビューから長期にわたって表彰台経験は無かった。F1歴代での表彰台未登壇ドライバーの最多出走はエイドリアン・スーティルの128戦[54]だったが、2017年シンガポールグランプリでヒュルケンベルグが129回目の出走をし、スーティルの記録を更新した（なお、このレースでは一時表彰台圏内を走行するも、マシントラブルによりリタイアとなっている）。レース前のインタビューでヒュルケンベルグは「スーティル時代は終わりだ」とユーモアのあるコメントを残している[55]。キャリア239戦目の2025年イギリスグランプリで3位表彰台を獲得し、未表彰台出走記録に終止符を打った[56]。それまでの最遅表彰台記録は101戦目のカルロス・サインツであったが、その記録を大幅に更新しての初表彰台であった。
- また、上の記録にあわせて未勝利ドライバーとしての最多出走記録もアンドレア・デ・チェザリスの208回を抜いて、2024年シーズン終了時点で227回となり、記録を保持している。なお、優勝経験者も含む全ドライバー対象の歴代出走回数では16位である。[57]
- 固定ナンバーは27。かつてのフェラーリのエースナンバーの印象が根強い人気のナンバーであるが、本人がつけた理由は、自分の生まれた月（8）と生まれた日（19）の合計によるもの。
- 2010年のブラジルで初PPを獲得したときのインタビューでは「車は調子がいいと思ったし、できる限り全力を尽くした。エンジニアがいいペースだと教えてくれたよ。ラジオで5位か6位と言われると期待していたんだけど、ポールポジションと言われたんだ」と語っている[58]。以後ブラジルでは2017年まで全て入賞（2011年はフリー走行のみ）していたが、2018年に初のリタイアとなった。オーストラリアでは初完走は4度目の挑戦で、それまでの3回は全てレースを1周も走れずにリタイアしている。アメリカでは2012年、2013年、2018年と3度入賞。2014年から2017年まで4年連続でリタイアしている。他、自身初入賞を達成したマレーシアGPでは、完走率100%を誇っている。
- 所属していたチームでは、シーズン前半もしくはシーズン後半に集中して好成績を収める傾向である。ただし、ルノー移籍後はマシントラブルに泣かされることが多く、入賞圏内走行中のリタイアが顕著となっている。
- 2018年から導入された頭部保護デバイス「Halo」には否定的である。ただ、皮肉にも同シーズンで自身が関わることとなった事故において、Haloの有用性と問題を証明することとなり、ヒュルケンベルグ自身もHaloについては複雑な胸中にあるとしながらも、「安全性の面において有用なデバイスであることを示した」と性能を評価するコメントを残している[59]。

有用性という点では同年に自身のブレーキングミスが引き起こしたベルギーグランプリにおける多重クラッシュでは、追突を受け宙へと舞い上げられたフェルナンド・アロンソの車がシャルル・ルクレールの車のHaloの頭上を通過していく形で接触。非常に危険な事故となったが、Haloがコックピットへの衝撃を吸収したことでルクレールはダメージを負うことなくマシンを降りることができた。
問題点という点では、2018年アブダビグランプリではスタート直後にマシンが逆さまになるクラッシュを演じ、マシンから火が出る状況に陥り、マシンから脱出するのに時間がかかったことで（時間がかかった背景はHalo (フォーミュラカー)#議論を参照）、Haloの問題をアピールする結果になった。
- F1キャリアにおいては運がない面がある。所属したチームのマシンの戦闘力が低い年と重なった時期が多く、その時期でも結果を残し、マシンの当たり年で好成績を収めたことで評価を高めた。そのため、周囲からも彼が表彰台に一度も乗れない状況はおかしいとして擁護されたり、彼の実力をドライバーとして評価する声も多い[60]。実際、2019年の前半戦に当時レッドブルに所属していたピエール・ガスリーの不振に伴い代役として白羽の矢を立てたといううわさ[61]が流れたように、優勝経験のあるチームへの移籍の候補者の一人として度々噂に上がる存在となっていた。だが、結局実現せず、いまだ表彰台の常連のマシンに乗ることは叶っていない。ただ、そのチャンスがなかったわけではなく、2014年のフェラーリ及び2017年以降のメルセデスのレギュラードライバー候補になったのは事実である。前者はキミ・ライコネン起用により話は流れてしまい、後者はルノー側の拒否もあるが、自身がルノーとの契約を重視したこともあり、トップチームのシートを逃す形となった。また、メルセデスに関しては2013年にルイス・ハミルトンが加入しない決断をした場合、ヒュルケンベルグとの交渉に移る計画[62]があったと後年明かされている。その一方でフォース・インディア（第二期）の在籍時ではチームメイトのペレスが計4回表彰台を獲得したのに対し、自身は0回となっており、F1キャリアで表彰台に上がれるチャンスのあったマシンに乗っていた時期があるのも事実であり、GP2ではチャンピオンとなったり、初参戦のル・マン24時間で総合優勝を収める車両に搭乗するなど、F1以外のカテゴリでは良い巡り合わせの持ち主であるのも事実である。
- 2016年末でフォース・インディアからルノーに移籍。そのルノーも2019年末で離脱し、後に加入したハースも2024年を持って離脱。この3度とも自身の後任ドライバーはエステバン・オコンであった。
- 2020年はF1レギュラーシートを失っていたが、7月に新型コロナウイルス陽性反応が出たペレスの代役としてレーシング・ポイント（旧フォース・インディア）に呼ばれ、10月にも同じく新型コロナ陽性となったストロールの代役として同チーム2回目の代役出走という、「古巣」ではあるが現行体制では所属関係が無いチームに年2回呼ばれる珍しい体験をした。また2022年にも、レーシング・ポイントが体制を変えたアストンマーティンで代役出走しており、2018年以降にフォース・インディア、レーシング・ポイント、アストンマーティンと体制を変えた3チーム全てで出走経験がある唯一のドライバーとなっている。

## レース戦績

### 略歴
| 年      | シリーズ                                  | チーム                                                               | レース                     | 勝利                       | PP                         | FL                         | 表彰台                     | ポイント                   | 順位                       |
| ------- | ----------------------------------------- | -------------------------------------------------------------------- | -------------------------- | -------------------------- | -------------------------- | -------------------------- | -------------------------- | -------------------------- | -------------------------- |
| 2005    | フォーミュラ・BMW ADAC                    | ヨセフ・カウフマン・レーシング（英語版）                             | 20                         | 8                          | 9                          | 6                          | 14                         | 287                        | 1位                        |
| 2005    | フォーミュラ・BMW ワールド・ファイナル    | ヨセフ・カウフマン・レーシング（英語版）                             | 1                          | 0                          | 0                          | 1                          | 1                          | N/A                        | 3位                        |
| 2006    | ドイツ・フォーミュラ3選手権（英語版）     | ヨセフ・カウフマン・レーシング（英語版）                             | 18                         | 1                          | 3                          | 5                          | 6                          | 78                         | 5位                        |
| 2006    | V de V チャレンジ・エンデュランス・モダン | グリフィスズ                                                         | 2                          | 1                          | 2                          | ?                          | 1                          | 50                         | 17位                       |
| 2006-07 | A1グランプリ                              | A1 チーム・ドイツ（英語版）                                          | 20                         | 9                          | 3                          | 5                          | 14                         | 128                        | 1位                        |
| 2007    | フォーミュラ3・ユーロシリーズ             | ASM・フォーミュラ3                                                   | 20                         | 4                          | 2                          | 3                          | 8                          | 72                         | 3位                        |
| 2007    | マカオグランプリ                          | ASM・フォーミュラ3                                                   | 1                          | 0                          | 0                          | 0                          | 0                          | N/A                        | 23位                       |
| 2007    | マスターズ・オブ・フォーミュラ3           | ASM・フォーミュラ3                                                   | 1                          | 1                          | 0                          | 0                          | 1                          | N/A                        | 1位                        |
| 2007    | フォーミュラ1                             | AT&T・ウィリアムズ                                                   | テスト／リザーブドライバー | テスト／リザーブドライバー | テスト／リザーブドライバー | テスト／リザーブドライバー | テスト／リザーブドライバー | テスト／リザーブドライバー | テスト／リザーブドライバー |
| 2008    | フォーミュラ3・ユーロシリーズ             | ARTグランプリ                                                        | 20                         | 7                          | 6                          | 7                          | 8                          | 87                         | 1位                        |
| 2008    | マスターズ・オブ・フォーミュラ3           | ARTグランプリ                                                        | 1                          | 0                          | 1                          | 0                          | 1                          | N/A                        | 2位                        |
| 2008    | フォーミュラ1                             | AT&T・ウィリアムズ                                                   | テスト／リザーブドライバー | テスト／リザーブドライバー | テスト／リザーブドライバー | テスト／リザーブドライバー | テスト／リザーブドライバー | テスト／リザーブドライバー | テスト／リザーブドライバー |
| 2008-09 | GP2アジアシリーズ                         | ARTグランプリ                                                        | 4                          | 1                          | 2                          | 0                          | 2                          | 27                         | 6位                        |
| 2009    | GP2シリーズ                               | ARTグランプリ                                                        | 20                         | 5                          | 3                          | 5                          | 10                         | 100                        | 1位                        |
| 2009    | フォーミュラ1                             | AT&T・ウィリアムズ                                                   | テスト／リザーブドライバー | テスト／リザーブドライバー | テスト／リザーブドライバー | テスト／リザーブドライバー | テスト／リザーブドライバー | テスト／リザーブドライバー | テスト／リザーブドライバー |
| 2010    | フォーミュラ1                             | AT&T・ウィリアムズ                                                   | 19                         | 0                          | 1                          | 0                          | 0                          | 22                         | 14位                       |
| 2011    | フォーミュラ1                             | フォース・インディアF1チーム                                         | テスト／リザーブドライバー | テスト／リザーブドライバー | テスト／リザーブドライバー | テスト／リザーブドライバー | テスト／リザーブドライバー | テスト／リザーブドライバー | テスト／リザーブドライバー |
| 2012    | フォーミュラ1                             | サハラ・フォース・インディアF1チーム                                 | 20                         | 0                          | 0                          | 1                          | 0                          | 63                         | 11位                       |
| 2013    | フォーミュラ1                             | ザウバーF1チーム                                                     | 19                         | 0                          | 0                          | 0                          | 0                          | 51                         | 10位                       |
| 2014    | フォーミュラ1                             | サハラ・フォース・インディアF1チーム                                 | 19                         | 0                          | 0                          | 0                          | 0                          | 96                         | 9位                        |
| 2015    | フォーミュラ1                             | サハラ・フォース・インディアF1チーム                                 | 19                         | 0                          | 0                          | 0                          | 0                          | 58                         | 10位                       |
| 2015    | FIA 世界耐久選手権                        | ポルシェ・チーム                                                     | 2                          | 1                          | 0                          | 0                          | 1                          | 58                         | 9位                        |
| 2015    | ル・マン24時間レース                      | ポルシェ・チーム                                                     | 1                          | 1                          | 0                          | 0                          | 1                          | N/A                        | 1位                        |
| 2016    | フォーミュラ1                             | サハラ・フォース・インディアF1チーム                                 | 21                         | 0                          | 0                          | 1                          | 0                          | 72                         | 9位                        |
| 2017    | フォーミュラ1                             | ルノー・スポールF1チーム                                             | 20                         | 0                          | 0                          | 0                          | 0                          | 43                         | 10位                       |
| 2018    | フォーミュラ1                             | ルノー・スポールF1チーム                                             | 21                         | 0                          | 0                          | 0                          | 0                          | 69                         | 7位                        |
| 2019    | フォーミュラ1                             | ルノーF1チーム                                                       | 21                         | 0                          | 0                          | 0                          | 0                          | 37                         | 14位                       |
| 2020    | フォーミュラ1                             | BWT・レーシング・ポイントF1チーム                                    | 3                          | 0                          | 0                          | 0                          | 0                          | 10                         | 15位                       |
| 2021    | フォーミュラ1                             | アストンマーティン・コグニザント・フォーミュラワン・チーム           | リザーブドライバー         | リザーブドライバー         | リザーブドライバー         | リザーブドライバー         | リザーブドライバー         | リザーブドライバー         | リザーブドライバー         |
| 2022    | フォーミュラ1                             | アストンマーティン・アラムコ・コグニザント・フォーミュラワン・チーム | 2                          | 0                          | 0                          | 0                          | 0                          | 0                          | 22位                       |
| 2023    | フォーミュラ1                             | マネーグラム・ハースF1チーム                                         | 22                         | 0                          | 0                          | 0                          | 0                          | 9                          | 16位                       |
| 2024    | フォーミュラ1                             | マネーグラム・ハースF1チーム                                         | 24                         | 0                          | 0                          | 0                          | 0                          | 41                         | 11位                       |
| 2025    | フォーミュラ1                             | ステークF1チーム・キック・ザウバー                                   | 14                         | 0                          | 0                          | 0                          | 1                          | 37*                        | 9位*                       |

- * : 現状の今シーズン順位。

### シングル・シーター・レーシング

#### フォーミュラ・BMW ADAC
| 年                | チーム                                    | 1     | 2       | 3       | 4       | 5       | 6     | 7     | 8     | 9       | 10      | 11    | 12      | 13        | 14      | 15      | 16      | 17    | 18      | 19      | 20      | DC  | ポイント |
| ----------------- | ----------------------------------------- | ----- | ------- | ------- | ------- | ------- | ----- | ----- | ----- | ------- | ------- | ----- | ------- | --------- | ------- | ------- | ------- | ----- | ------- | ------- | ------- | --- | -------- |
| 2005年 （英語版） | ヨセフ・カウフマン・レーシング （英語版） | HOC 1 | HOC 2 1 | LAU 1 2 | LAU 2 1 | SPA 1 4 | SPA 2 | NÜR 1 | NÜR 2 | BRN 1 3 | BRN 2 4 | OSC 1 | OSC 2 4 | NOR 1 19† | NOR 2 1 | NÜR 1 3 | NÜR 2 4 | ZAN 1 | ZAN 2 3 | HOC 1 6 | HOC 2 1 | 1位 | 287      |

- 太字はポールポジション、斜字はファステストラップ。(key)
- † : リタイアだが、90%以上の距離を走行したため規定により完走扱い。

#### ドイツ・フォーミュラ3選手権
| 年                | エントラント                              | エンジン | 1         | 2     | 3       | 4       | 5        | 6      | 7        | 8       | 9       | 10        | 11      | 12    | 13       | 14      | 15      | 16      | 17      | 18       | 19    | 20    | DC  | ポイント |
| ----------------- | ----------------------------------------- | -------- | --------- | ----- | ------- | ------- | -------- | ------ | -------- | ------- | ------- | --------- | ------- | ----- | -------- | ------- | ------- | ------- | ------- | -------- | ----- | ----- | --- | -------- |
| 2006年 （英語版） | ヨセフ・カウフマン・レーシング （英語版） | オペル   | OSC 1 Ret | OSC 2 | HOC 1 5 | HOC 2 1 | LAU1 1 4 | LAU1 2 | NÜR 1 16 | NÜR 2 8 | NÜR 1 5 | NÜR 2 Ret | ASS 1 2 | ASS 2 | LAU 1 14 | LAU 2 8 | ASS 1 4 | ASS 2 3 | SAL 1 7 | SAL 2 13 | OSC 1 | OSC 2 | 5位 | 78       |

- 太字はポールポジション、斜字はファステストラップ。(key)

#### A1グランプリ
| 年        | エントラント      | 1         | 2         | 3           | 4         | 5         | 6           | 7         | 8         | 9         | 10        | 11        | 12        | 13        | 14        | 15        | 16        | 17      | 18      | 19        | 20        | 21        | 22        | DC  | ポイント |
| --------- | ----------------- | --------- | --------- | ----------- | --------- | --------- | ----------- | --------- | --------- | --------- | --------- | --------- | --------- | --------- | --------- | --------- | --------- | ------- | ------- | --------- | --------- | --------- | --------- | --- | -------- |
| 2006-07年 | ドイツ （英語版） | NED FEA 4 | NED SPR 1 | CZE FEA Ret | CZE SPR 4 | BEI FEA 5 | BEI SPR Ret | MYS FEA 2 | MYS SPR 1 | IDN FEA 5 | IDN SPR 2 | NZL FEA 1 | NZL SPR 1 | AUS FEA 1 | AUS SPR 1 | RSA FEA 1 | RSA SPR 1 | MEX FEA | MEX SPR | SHA FEA 3 | SHA SPR 3 | GBR FEA 2 | GBR SPR 1 | 1位 | 128      |

- 太字はポールポジション、斜字はファステストラップ。(key)

#### フォーミュラ3・ユーロシリーズ
| 年                | エントラント  | シャシー          | エンジン   | 1          | 2          | 3       | 4       | 5         | 6        | 7         | 8         | 9        | 10       | 11      | 12      | 13    | 14      | 15      | 16        | 17       | 18      | 19     | 20       | DC  | ポイント |
| ----------------- | ------------- | ----------------- | ---------- | ---------- | ---------- | ------- | ------- | --------- | -------- | --------- | --------- | -------- | -------- | ------- | ------- | ----- | ------- | ------- | --------- | -------- | ------- | ------ | -------- | --- | -------- |
| 2007年 （英語版） | ARTグランプリ | ダラーラ F305/021 | メルセデス | HOC1 1 2   | HOC1 2 7   | BRH 1 4 | BRH 2 6 | NOR 1 Ret | NOR 2 1  | MAG 1 Ret | MAG 2 14  | MUG 1 21 | MUG 2 14 | ZAN 1 6 | ZAN 2 1 | NÜR 1 | NÜR 2 4 | CAT 1 2 | CAT 2 8   | NOG 1 3  | NOG 2 3 | HOC2 1 | HOC2 2 7 | 3位 | 72       |
| 2008年 （英語版） | ARTグランプリ | ダラーラ F308/009 | メルセデス | HOC1 1 Ret | HOC1 2 Ret | MUG 1   | MUG 2 5 | PAU 1 Ret | PAU 2 16 | NOR 1     | NOR 2 Ret | ZAN 1    | ZAN 2 13 | NÜR 1   | NÜR 2 4 | BRH 1 | BRH 2 5 | CAT 1   | CAT 2 Ret | LMS 1 24 | LMS 2 8 | HOC2 1 | HOC2 2 3 | 1位 | 87       |

- 太字はポールポジション、斜字はファステストラップ。(key)

#### GP2アジアシリーズ
| 年        | エントラント  | 1       | 2       | 3       | 4       | 5          | 6          | 7         | 8         | 9       | 10      | 11       | 12       | DC  | ポイント |
| --------- | ------------- | ------- | ------- | ------- | ------- | ---------- | ---------- | --------- | --------- | ------- | ------- | -------- | -------- | --- | -------- |
| 2008-09年 | ARTグランプリ | CHN FEA | CHN SPR | DUB FEA | DUB SPR | BHR1 FEA 4 | BHR1 SPR 4 | QAT FEA 1 | QAT SPR 3 | MYS FEA | MYS SPR | BHR2 FEA | BHR2 SPR | 6位 | 27       |

- 太字はポールポジション、斜字はファステストラップ。(key)

#### GP2シリーズ
| 年     | エントラント  | 1         | 2         | 3         | 4         | 5         | 6         | 7         | 8         | 9         | 10        | 11        | 12        | 13        | 14        | 15        | 16          | 17        | 18        | 19        | 20         | DC  | ポイント |
| ------ | ------------- | --------- | --------- | --------- | --------- | --------- | --------- | --------- | --------- | --------- | --------- | --------- | --------- | --------- | --------- | --------- | ----------- | --------- | --------- | --------- | ---------- | --- | -------- |
| 2009年 | ARTグランプリ | ESP FEA 9 | ESP SPR 4 | MON FEA 5 | MON SPR 3 | TUR FEA 5 | TUR SPR 4 | GBR FEA 3 | GBR SPR 5 | GER FEA 1 | GER SPR 1 | HUN FEA 1 | HUN SPR 7 | VAL FEA 2 | VAL SPR 1 | BEL FEA 2 | BEL SPR Ret | ITA FEA 6 | ITA SPR 3 | POR FEA 1 | POR SPR 16 | 1位 | 100      |

- 太字はポールポジション、斜字はファステストラップ。(key)

#### フォーミュラ1
| 年     | エントラント                  | シャシー | エンジン                               | 1       | 2        | 3       | 4        | 5        | 6       | 7       | 8       | 9        | 10      | 11      | 12       | 13       | 14      | 15      | 16      | 17        | 18       | 19     | 20       | 21         | 22     | 23       | 24    | WDC  | ポイント |
| ------ | ----------------------------- | -------- | -------------------------------------- | ------- | -------- | ------- | -------- | -------- | ------- | ------- | ------- | -------- | ------- | ------- | -------- | -------- | ------- | ------- | ------- | --------- | -------- | ------ | -------- | ---------- | ------ | -------- | ----- | ---- | -------- |
| 2010年 | ウィリアムズ                  | FW32     | コスワース CA2010 2.4 V8               | BHR 14  | AUS Ret  | MAL 10  | CHN 15   | ESP 16   | MON Ret | TUR 17  | CAN 13  | EUR Ret  | GBR 10  | GER 13  | HUN 6    | BEL 14   | ITA 7   | SIN 10  | JPN Ret | KOR 10    | BRA 8    | ABU 16 |          |            |        |          |       | 14位 | 22       |
| 2011年 | フォース・インディア          | VJM04    | メルセデス FO 108Y 2.4 V8              | AUS TD  | MAL TD   | CHN TD  | TUR TD   | ESP TD   | MON     | CAN TD  | EUR TD  | GBR TD   | GER TD  | HUN TD  | BEL TD   | ITA TD   | SIN     | JPN TD  | KOR     | IND       | ABU      | BRA TD |          |            |        |          |       | -    | -        |
| 2012年 | フォース・インディア          | VJM05    | メルセデス FO 108Z 2.4 V8              | AUS Ret | MAL 9    | CHN 15  | BHR 12   | ESP 10   | MON 8   | CAN 12  | EUR 5   | GBR 12   | GER 9   | HUN 11  | BEL 4    | ITA 21†  | SIN 14  | JPN 7   | KOR 6   | IND 8     | ABU Ret  | USA 8  | BRA 5    |            |        |          |       | 11位 | 63       |
| 2013年 | ザウバー                      | C32      | フェラーリ 056 2.4 V8                  | AUS DNS | MAL 8    | CHN 10  | BHR 12   | ESP 15   | MON 11  | CAN Ret | GBR 10  | GER 10   | HUN 11  | BEL 13  | ITA 5    | SIN 9    | KOR 4   | JPN 6   | IND 19† | ABU 14    | USA 6    | BRA 8  |          |            |        |          |       | 10位 | 51       |
| 2014年 | フォース・インディア          | VJM07    | メルセデス PU106A Hybrid 1.6 V6 t      | AUS 6   | MAL 5    | BHR 5   | CHN 6    | ESP 10   | MON 5   | CAN 5   | AUT 9   | GBR 8    | GER 7   | HUN Ret | BEL 10   | ITA 12   | SIN 9   | JPN 8   | RUS 12  | USA Ret   | BRA 8    | ABU 6  |          |            |        |          |       | 9位  | 96       |
| 2015年 | フォース・インディア          | VJM08    | メルセデス PU106B Hybrid 1.6 V6 t      | AUS 7   | MAL 14   | CHN Ret | BHR 13   | ESP 15   | MON 11  | CAN 8   | AUT 6   |          |         |         |          |          |         |         |         |           |          |        |          |            |        |          |       | 10位 | 58       |
| 2015年 | フォース・インディア          | VJM08B   | メルセデス PU106B Hybrid 1.6 V6 t      |         |          |         |          |          |         |         |         | GBR 7    | HUN Ret | BEL DNS | ITA 7    | SIN Ret  | JPN 6   | RUS Ret | USA Ret | MEX 7     | BRA 6    | ABU 7  |          |            |        |          |       | 10位 | 58       |
| 2016年 | フォース・インディア          | VJM09    | メルセデス PU106C Hybrid 1.6 V6 t      | AUS 7   | BHR 15   | CHN 15  | RUS Ret  | ESP Ret  | MON 6   | CAN 8   | EUR 9   | AUT 19†  | GBR 7   | HUN 10  | GER 7    | BEL 4    | ITA 10  | SIN Ret | MAL 8   | JPN 8     | USA Ret  | MEX 7  | BRA 7    | ABU 7      |        |          |       | 9位  | 72       |
| 2017年 | ルノー                        | R.S.17   | ルノー R.E.17 1.6 V6 t                 | AUS 11  | CHN 12   | BHR 9   | RUS 8    | ESP 6    | MON Ret | CAN 8   | AZE Ret | AUT 13   | GBR 6   | HUN 17† | BEL 6    | ITA 13   | SIN Ret | MAL 16  | JPN Ret | USA Ret   | MEX Ret  | BRA 10 | ABU 6    |            |        |          |       | 10位 | 43       |
| 2018年 | ルノー                        | R.S.18   | ルノー R.E.18 1.6 V6 t                 | AUS 7   | BHR 6    | CHN 6   | AZE Ret  | ESP Ret  | MON 8   | CAN 7   | FRA 9   | AUT Ret  | GBR 6   | GER 5   | HUN 12   | BEL Ret  | ITA 13  | SIN 10  | RUS 12  | JPN Ret   | USA 6    | MEX 6  | BRA Ret  | ABU Ret    |        |          |       | 7位  | 69       |
| 2019年 | ルノー                        | R.S.19   | ルノー E-Tech 19 V6 t                  | AUS 7   | BHR 17†  | CHN Ret | AZE 14   | ESP 13   | MON 13  | CAN 7   | FRA 8   | AUT 13   | GBR 10  | GER Ret | HUN 12   | BEL 8    | ITA 5   | SIN 9   | RUS 10  | JPN DSQ   | MEX 10   | USA 9  | BRA 15   | ABU 12     |        |          |       | 14位 | 37       |
| 2020年 | レーシング・ポイント          | RP20     | メルセデス M11 EQ Performance 1.6 V6 t | AUT     | STY      | HUN     | GBR DNS  | 70A 7    | ESP     | BEL     | ITA     | TUS      | RUS     | EIF 8   | POR      | EMI      | TUR     | BHR     | SKH     | ABU       |          |        |          |            |        |          |       | 15位 | 10       |
| 2022年 | アストンマーティン            | AMR22    | メルセデス M13 E Performance 1.6 V6 t  | BHR 17  | SAU 12   | AUS     | EMI      | MIA      | ESP     | MON     | AZE     | CAN      | GBR     | AUT     | FRA      | HUN      | BEL     | NED     | ITA     | SIN       | JPN      | USA    | MXC      | SÃO        | ABU    |          |       | 22位 | 0        |
| 2023年 | ハース                        | VF-23    | フェラーリ 066/10 1.6 V6 t             | BHR 15  | SAU 12   | AUS 7   | AZE 1715 | MIA 15   | MON 17  | ESP 15  | CAN 15  | AUT Ret6 | GBR 13  | HUN 14  | BEL 1817 | NED 12   | ITA 17  | SIN 13  | JPN 14  | QAT 16Ret | USA 1115 | MXC 13 | SÃO 1218 | LVG 19†    | ABU 15 |          |       | 16位 | 9        |
| 2024年 | ハース                        | VF-24    | フェラーリ 066/10 1.6 V6 t             | BHR 16  | SAU 10   | AUS 9   | JPN 11   | CHN 1019 | MIA 117 | EMI 11  | MON Ret | CAN 11   | ESP 11  | AUT 619 | GBR 6    | HUN 13   | BEL 18  | NED 11  | ITA 17  | AZE 11    | SIN 9    | USA 8  | MXC 9    | SÃO DSQRet | LVG 8  | QAT Ret7 | ABU 8 | 11位 | 41       |
| 2025年 | ステーク （キック・ザウバー） | C45      | フェラーリ 066/12 1.6 V6 t             | AUS 7   | CHN 1519 | JPN 16  | BHR DSQ  | SAU 15   | MIA 149 | EMI 12  | MON 16  | ESP 5    | CAN 8   | AUT 9   | GBR 3    | BEL 1218 | HUN 13  | NED     | ITA     | AZE       | SIN      | USA    | MXC      | SÃO        | LVG    | QAT      | ABU   | 9位* | 37*      |

- 太字はポールポジション、斜字はファステストラップ。(key)
- † : リタイアだが、90%以上の距離を走行したため規定により完走扱い。
- 決勝順位右上の小数字はスプリントレースでの順位。
- * : 現状の今シーズン順位。

### スポーツカー・レーシング

#### ル・マン24時間レース
| 年     | チーム           | コ・ドライバー                    | 車両                       | クラス | 周回数 | 順位 | クラス 順位 |
| ------ | ---------------- | --------------------------------- | -------------------------- | ------ | ------ | ---- | ----------- |
| 2015年 | ポルシェ・チーム | ニック・タンディ アール・バンバー | ポルシェ・919 ハイブリッド | LMP1   | 395    | 1位  | 1位         |

#### FIA 世界耐久選手権
| 年     | エントラント     | クラス | シャシー                   | エンジン                         | 1   | 2     | 3     | 4   | 5   | 6   | 7   | 8   | ランク | ポイント |
| ------ | ---------------- | ------ | -------------------------- | -------------------------------- | --- | ----- | ----- | --- | --- | --- | --- | --- | ------ | -------- |
| 2015年 | ポルシェ・チーム | LMP1   | ポルシェ・919 ハイブリッド | ポルシェ 2.0 L Turbo V4 (Hybrid) | SIL | SPA 6 | LMS 1 | NÜR | COA | FUJ | SHA | BHR | 9位    | 58       |

- 太字はポールポジション、斜字はファステストラップ。(key)